# Турнеја Британских и Ирских Лавова по Новом Зеланду 1971.
Турнеја Британских и Ирских Лавова по Новом Зеланду 1971. (службени назив: 1971 British and Irish Lions tour to New Zealand) је била турнеја острвског рагби дрим тима по Новом Зеланду 1971. Две утакмице одигране су у Аустралији, а 24  на Новом Зеланду. Лавови су победили Нови Зеланд у серији са 2-1 у победама, а у четвртом тест мечу било је нерешено. Ово је било једини пут у историји да су Лавови победили у серији на Новом Зеланду. Кључни играчи те године били су Велшани. Пресудило је самопоуздање и вера Лавова да могу да победе Ол блексе. Пре ове године, Лавови су били на 7 турнеја по Новом Зеланду, а после ове године на 4 турнеје по Новом Зеланду, сваки пут су изгубили у серији. Зато је генерација Лавова из 1971. јединствена и зато је ушла у анале историје рагбија.

## Тим
Стручни штаб
- Главни тренер Кервин Џејмс, Велс

Играчи
'Бекови'
- Џон Дејвс, Велс
- ЏПР Вилјамс, Велс
- Боб Хилер, Енглеска
- Џон Беван, Велс
- Алистер Бигар, Шкотска
- Џералд Дејвис, Велс
- Дејвид Дакам, Енглеска
- Артур Лујис, Велс
- Џон Спенсер, Енглеска
- Крис Реа, Шкотска
- Мајк Гибсон, Ирска
- Бери Џон, Велс
- Герет Едвардс, Велс
- Реј Хопкинс, Велс

'Скрам'
- Френк Леидлов, Шкотска
- Џон Пулин, Енглеска
- Ијан Меклочен, Шкотска
- Сенди Кармичел, Шкотска
- Шон Линч, Ирска
- Реј Меклофин, Ирска
- Брајан Стивенс, Енглеска
- Гордон Браун, Шкотска
- Џоф Еванс, Велс
- Вили Џон Мекбрајд, Ирска
- Мајк Робертс, Велс
- Делме Томас, Велс
- Мајк Хипвел, Ирска
- Роџер Ернел, Шкотска
- Дерек Квинел, Велс
- Фергус Слатери, Ирска
- Џон Тејлор, Велс
- Мервин Дејвис, Велс
- Питер Диксон, Енглеска

## Утакмице
| Утак. | Тим                | Место           | Резултат | Тим     |
| ----- | ------------------ | --------------- | -------- | ------- |
| 1.    | Квинсленд редс     | Бризбејн        | 15:11    | Лавови  |
| 2.    | Воратаси           | Сиднеј          | 12:14    | Лавови  |
| 3.    | Каунтис            | Пјукхок         | 3:25     | Лавови  |
| 4.    | Кинг Каунтри       | Вангануи        | 9:22     | Лавови  |
| 5.    | Ваикато            | Хамилтон        | 14:35    | Лавови, |
| 6.    | Новзеландски Маори | Окланд          | 12:23    | Лавови  |
| 7.    | Велингтон          | Велингтон       | 9:47     | Лавови  |
| 8.    | Јужно острво       | Тимару          | 6:25     | Лавови  |
| 9.    | Отаго              | Данидин         | 9:21     | Лавови  |
| 10.   | Вест коуст         | Грејмут         | 6:39     | Лавови  |
| 11.   | Кантербери         | Крајстчерч      | 9:14     | Лавови  |
| 12.   | Нелсон бејс        | Бленхејм        | 12:31    | Лавови  |
| 13.   | Ол блекси          | Данидин         | 3:9      | Лавови  |
| 14.   | Саутленд           | Инверкергил     | 3:25     | Лавови  |
| 15.   | Таранаки           | Нови Плимут     | 9:14     | Лавови  |
| 16.   | НЗ Универзитети    | Велингтон       | 6:27     | Лавови  |
| 17.   | Ол блекси          | Крајстчерч      | 22:12    | Лавови  |
| 18.   | Ваирарапа          | Мастертон       | 6:27     | Лавови  |
| 19.   | Хокс беј           | Непијер         | 6:25     | Лавови  |
| 20.   | Ист коуст          | Гисборн         | 12:18    | Лавови  |
| 21.   | Окланд             | Окланд          | 12:19    | Лавови  |
| 22.   | Ол блекси          | Велингтон       | 3:13     | Лавови  |
| 23.   | Манавату           | Палмерстон Норт | 6:39     | Лавови  |
| 24.   | Норт Окланд        | Вангареји       | 5:11     | Лавови  |
| 25.   | Беј оф Пленти      | Тауранга        | 14:20    | Лавови  |
| 26.   | Ол блекси          | Окланд          | 14:14    | Лавови  |

| Победник турнеје 1971.           |
| -------------------------------- |
| Британски и ирски лавови (2-1-1) |

## Статистика
Највише поена против Новог Зеланда
Бери Џон 30 поена

## Видео снимци
Детаљи са првог тест меча
All Blacks vs British Irish Lions 1971 1st Test Highlights - YouTube
Други тест меч (снимак целе утакмице)
All Blacks vs British Irish Lions 1971 Second Test - YouTube
Детаљи са трећег тест меча
ALL BLACKS v BRITISH LIONS 3rd TEST 1971 - YouTube
Четврти тест меч (снимак целе утакмице)
1971 Rugby Union Test Match: New Zealand All Blacks vs British and Irish Lions (4th Test) - YouTube